# 洛杉矶音乐中心
洛杉矶音乐中心（官方名称为洛杉矶县表演艺术中心）是美国最大的表演艺术中心之一。位于洛杉矶市中心， 包含多萝西·钱德勒大厅、阿曼森剧场、马克·泰伯剧场和沃尔特·迪斯尼音乐厅四大建筑体。国际知名的洛杉矶爱乐乐团、洛杉矶歌剧院、洛杉矶大师合唱团和中心剧团，以及由格罗瑞·考夫曼赞助的一系列舞蹈演出均常驻音乐中心。每年有超过130万观众走进音乐中心观看演出。该中心还开展很多社区活动、艺术节、露天音乐会、参与式艺术活动和工作坊，以及教育计划。

## 场馆
四个主要场馆（其中还包括若干小剧场和户外露天剧场）分别是：
- 多萝西·钱德勒剧院：3197座
- 马克·泰伯剧场：739座
- 阿曼森剧场：1600至2007座（根据不同需求）
- 沃尔特·迪斯尼音乐厅：2265座

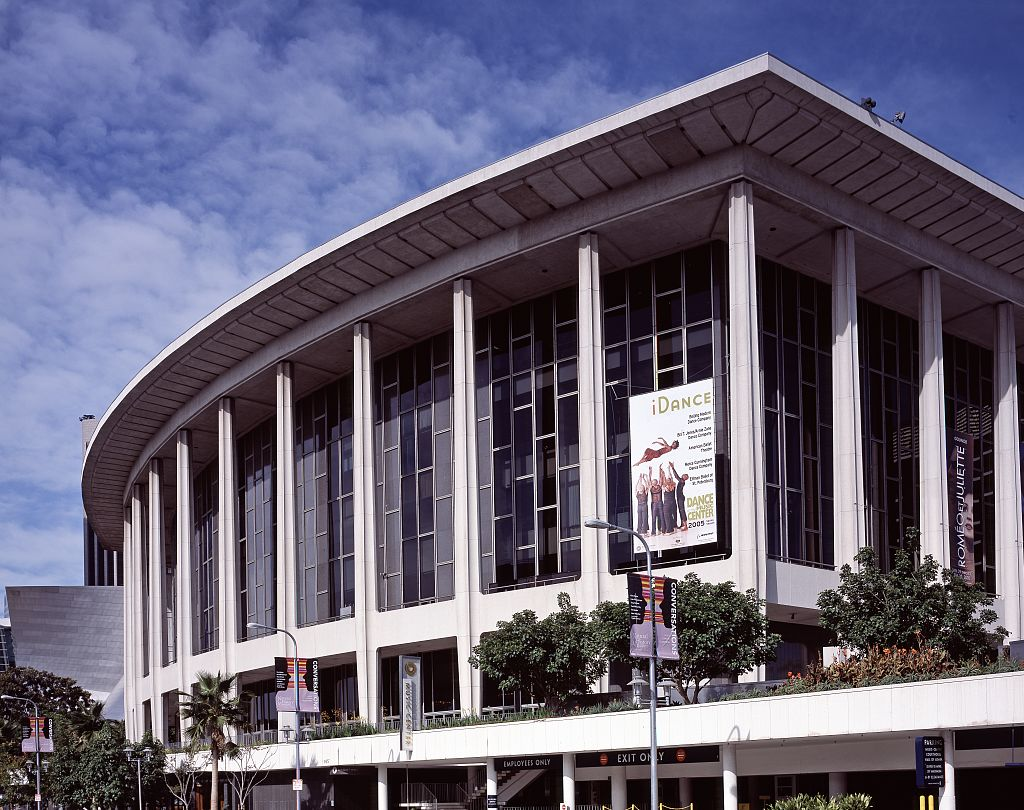
多萝西·钱德勒剧院
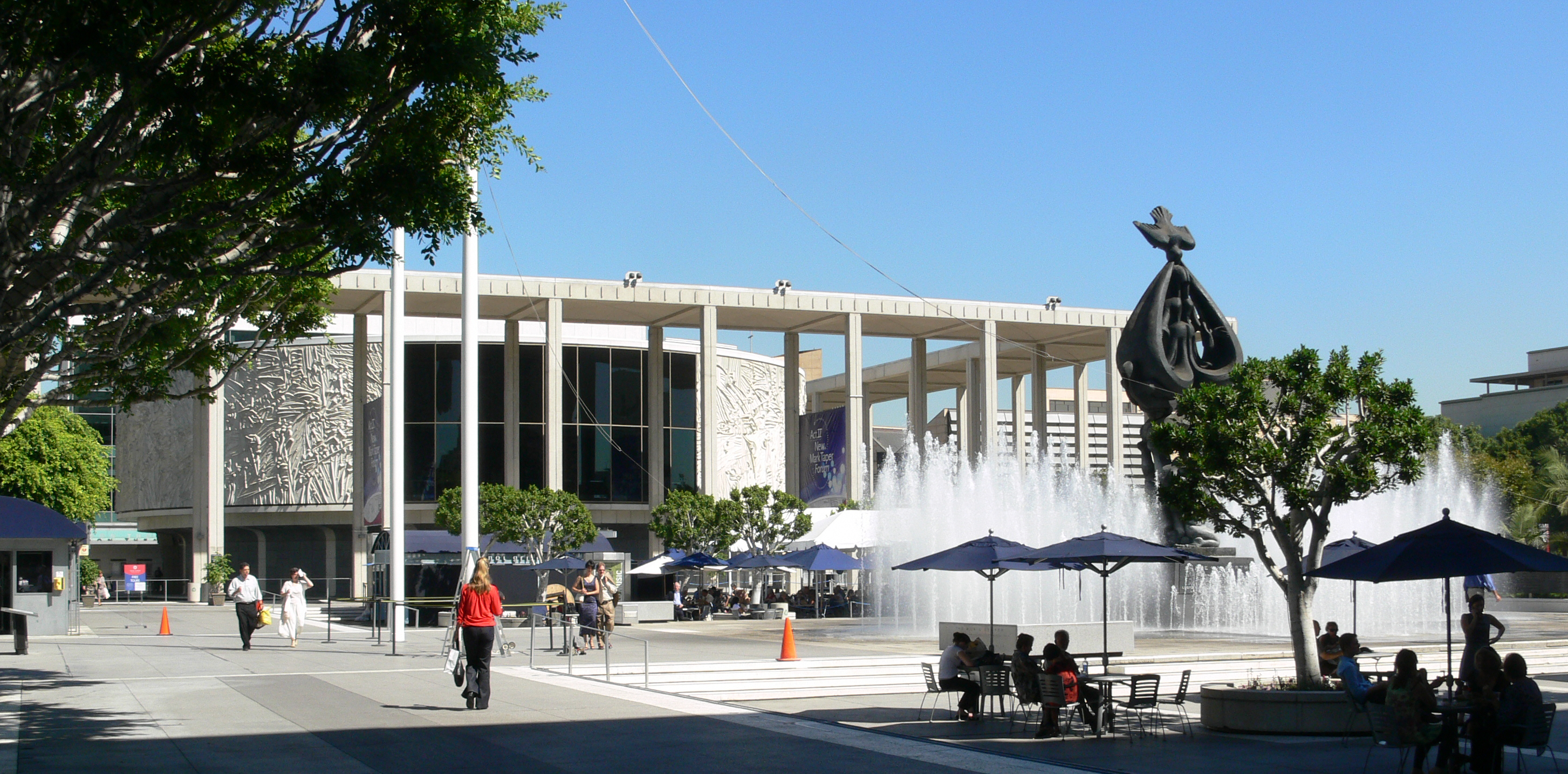
马克·泰伯剧场
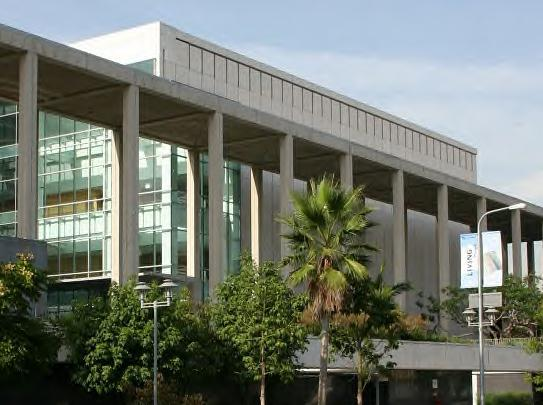
阿曼森剧场
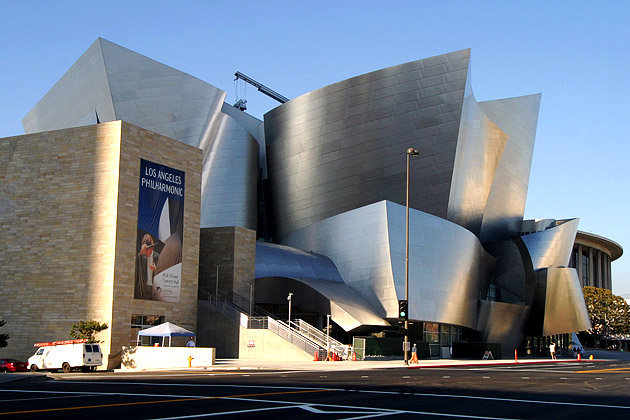
沃尔特·迪斯尼音乐厅

## 常驻演出公司
该中心有四个常驻演出公司：
- 洛杉矶爱乐乐团
- 洛杉矶歌剧院
- 洛杉矶大师合唱团
- 中心剧团